# آلبرت فرر
آلبرت فرر (به انگلیسی: Albert Ferrer) (زاده ۶ ژوئن ۱۹۷۰ - بارسلون) بازیکن فوتبال اهل اسپانیا است
وی سابقه عضویت در باشگاه‌های بارسلونا و چلسی را دارد.

## تیم ملی
همچنین فرر ۳۶ بازی ملی در کارنامه دارد و در جام‌های جهانی ۱۹۹۴ و ۱۹۹۸ حضور داشته‌است.